# Severella
Severella is een geslacht van uitgestorven kreeftachtigen uit de klasse van de Ostracoda (mosselkreeftjes).

## Soorten
- Severella kuckersiana (Bonnema, 1909) Schallreuter, 1964 †
- Severella severa (Sarv, 1959) Schallreuter, 1964 †